# Rot-Weiss Essen 1997-1998
Questa voce raccoglie le informazioni riguardanti il Rot-Weiss Essen nelle competizioni ufficiali della stagione 1997-1998.

## Stagione
Nella stagione 1997-1998 il Rot Weiss Essen, allenato da Dieter Brei, concluse il campionato di Regionalliga ovest-sudovest al 17º posto e fu retrocesso in Oberliga. In Coppa di Germania il Rot Weiss Essen fu eliminato al primo turno dal Duisburg.

## Rosa
| N. |                                 | Ruolo | Calciatore         |
| -- | ------------------------------- | ----- | ------------------ |
| 2  | Germania (bandiera)             | D     | Ingo Pickenäcker   |
| 9  | Germania (bandiera)             | A     | Wolfram Klein      |
| 13 | Germania (bandiera)             | C     | Jürgen Margref     |
| 15 | Germania (bandiera)             | C     | Dirk Helmig        |
| 21 | Germania (bandiera)             | P     | Frank Kurth        |
| 27 | Sudafrica (bandiera)            | C     | Robert Milne       |
|    | Germania (bandiera)             | P     | Thomas Krause      |
|    | Germania (bandiera)             | P     | Axel Walter        |
|    | Ghana (bandiera)                | D     | Ebenezer Ayisi     |
|    | Macedonia del Nord (bandiera)   | D     | Elvis Hajradinović |
|    | Bosnia ed Erzegovina (bandiera) | D     | Edin Karasalihovic |
|    | Germania (bandiera)             | D     | Niko Savvidis      |
|    | Germania (bandiera)             | D     | Thorsten Sievering |

| N. |                                 | Ruolo | Calciatore           |
| -- | ------------------------------- | ----- | -------------------- |
|    | Libano (bandiera)               | C     | Issa Allouche        |
|    | Stati Uniti (bandiera)          | C     | Kyle Berger          |
|    | Germania (bandiera)             | C     | Michael Borzek       |
|    | Germania (bandiera)             | C     | Cafer Dogru          |
|    | Ghana (bandiera)                | C     | Nana Eshun           |
|    | Polonia (bandiera)              | C     | Mirosław Giruc       |
|    | Bosnia ed Erzegovina (bandiera) | C     | Ivica Jozić          |
|    | Germania (bandiera)             | C     | Lars Kindgen         |
|    | Germania (bandiera)             | C     | Marcus Leib          |
|    | Germania (bandiera)             | C     | Christian Röder      |
|    | Germania (bandiera)             | C     | Matthias Schadwinkel |
|    | Polonia (bandiera)              | A     | Ryszard Cyroń        |
|    | Germania (bandiera)             | A     | Mike Pribyla         |

## Organigramma societario
Area tecnica
- Allenatore: Dieter Brei, Willi Lippens
- Allenatore in seconda:
- Preparatore dei portieri:
- Preparatori atletici:
- Analisi video:

## Calciomercato

### Sessione estiva
| Acquisti | Acquisti           | Acquisti              | Acquisti |
| R.       | Nome               | da                    | Modalità |
| -------- | ------------------ | --------------------- | -------- |
| D        | Niko Savvidis      | Borussia Dortmund U19 |          |
| C        | Kyle Berger        | OC Blue Star          |          |
| A        | Ryszard Cyroń      | Fortuna Düsseldorf    |          |
| C        | Nana Eshun         | Union Solingen        |          |
| C        | Mirosław Giruc     | Atlas Delmenhorst     |          |
| D        | Elvis Hajradinović | Wuppertal             |          |
| C        | Ivica Jozić        | Waregem               |          |
| C        | Lars Kindgen       | Lubecca               |          |
| P        | Thomas Krause      | SC Hassel             |          |

| Cessioni | Cessioni           | Cessioni           | Cessioni |
| R.       | Nome               | a                  | Modalità |
| -------- | ------------------ | ------------------ | -------- |
| A        | Jörg Beyel         | Germania Teveren   |          |
| C        | Peter Hobday       | LR Ahlen           |          |
| C        | Frank Holick       | Paderborn          |          |
| D        | Günter Kutowski    | Paderborn          |          |
| C        | Goran Milanko      | Hapoel Haifa       |          |
| P        | Alexander Ogrinc   | Wuppertal          |          |
| C        | Robert Ratkowski   | Waldhof Mannheim   |          |
| C        | Frank Scharpenberg | Gütersloh          |          |
| C        | Mike Schürmann     | Gütersloh          |          |
| C        | André Schuster     | Zwickau            |          |
| D        | Miloš Tomaš        | Carl Zeiss Jena    |          |
| A        | Angelo Vier        | Gütersloh          |          |
| D        | Kristian Zedi      | Fortuna Düsseldorf |          |

## Risultati

### Regionalliga ovest-sudovest

#### Girone di andata
| Arbitro: | Schneider |

|                    |           |                       |
| Cyroń 9’ Giruc 42’ | Marcatori | 71’ Wagner 85’ Görgen |

| Arbitro: | Scheppe |

|                |           |  |
| Weber 56’, 78’ | Marcatori |  |

| Arbitro: | Kestermann |

|                     |           |          |
| Klein 20’ Cyroń 85’ | Marcatori | 64’ Musa |

| Arbitro: | Neis |

|                                                    |           |  |
| Graf 17’ Ballack 19’, 77’ Ertl 34’, 70’ Berndt 58’ | Marcatori |  |

| Arbitro: | Engler |

|            |           |                   |
| Helmig 41’ | Marcatori | 75’, 78’ Mademann |

| Geilenkirchen-Teveren 6 settembre 1997, ore 15:30 CEST 6ª giornata | Germania Teveren | 0 – 0 referto | Rot-Weiss Essen | Heidestadion (1 700 spett.)\| Arbitro: \| Hülsenbeck \| |
| Arbitro:                                                           | Hülsenbeck       |               |                 |                                                         |

| Arbitro: | Albers |

|  |           |                                                        |
|  | Marcatori | 23’, 26’ Bettenstaedt 36’ Raschke 84’ Owusu 88’ Jaekel |

| Arbitro: | Müller |

|  |           |                   |
|  | Marcatori | 87’ (rig.) Helmig |

| Arbitro: | Weber |

|  |           |             |
|  | Marcatori | 35’ Eckhoff |

| Arbitro: | Weiss |

|                                        |           |          |
| Thömmes 22’ Czakon 36’, 90’ Bennij 77’ | Marcatori | 81’ Leib |

| Arbitro: | Prengel |

|                 |           |                   |
| Jakubauskas 90’ | Marcatori | 85’ (rig.) Helmig |

| Arbitro: | Scheppe |

|  |           |                                                 |
|  | Marcatori | 40’ Knobloch 71’ Tiéku 88’ Diane 89’ Katcharava |

| Arbitro: | Schräer |

|              |           |                  |
| Breitzke 39’ | Marcatori | 40’ (aut.) Bluhm |

| Arbitro: | Zumkier |

|                                             |           |                          |
| Berger 50’ Klein 53’ Helmig 74’, 79’ (rig.) | Marcatori | 9’, 40’ Jonjić 67’ Cirba |

| Arbitro: | Haupt |

|                                                             |           |  |
| Mrugalla 35’ John 58’, 65’ Gerov 74’ Karpowicz 78’ Maaß 89’ | Marcatori |  |

| Arbitro: | Schütz |

|             |           |                                   |
| Margref 69’ | Marcatori | 27’ Pröpper 76’ Karp 89’ Castilla |

| Oer-Erkenschwick 22 novembre 1997, ore 14:30 CET 17ª giornata | Erkenschwick | 0 – 0 referto | Rot-Weiss Essen | Stimbergstadion (2 200 spett.)\| Arbitro: \| Gerber \| |
| Arbitro:                                                      | Gerber       |               |                 |                                                        |

#### Girone di ritorno
| Arbitro: | Henes |

|            |           |                |
| Wagner 20’ | Marcatori | 41’, 68’ Cyroń |

| Arbitro: | Engler |

|                    |           |                       |
| Leib 56’ Klein 58’ | Marcatori | 67’ Weiland 71’ Weber |

| Arbitro: | Sahler |

|                                   |           |           |
| Zibert 5’ Choji 25’, 72’ Musa 68’ | Marcatori | 45’ Cyroń |

| Arbitro: | Wack |

|  |           |          |
|  | Marcatori | 89’ Ertl |

| Arbitro: | Albers |

|                           |           |  |
| Siegloff 67’ Mademann 74’ | Marcatori |  |

| Arbitro: | Hülsenbeck |

|          |           |  |
| Milne 7’ | Marcatori |  |

| Arbitro: | Zumkier |

|                                                   |           |                                                 |
| Raschke 19’, 26’, 74’ Schmidt 36’ Plaßhenrich 80’ | Marcatori | 21’ Kindgen 35’ Giruc 41’ Pickenäcker 43’ Cyroń |

| Arbitro: | Schäfer |

|           |           |                |
| Ayisi 81’ | Marcatori | 28’, 48’ Geise |

| Arbitro: | Kestermann |

|               |           |           |
| Ebersbach 45’ | Marcatori | 16’ Cyroń |

| Arbitro: | Werthmann |

|                       |           |                          |
| Klein 40’ Margref 89’ | Marcatori | 67’ Ramadani 87’ Thömmes |

| Arbitro: | Sahler |

|                            |           |  |
| Helmig 8’, 87’ Kindgen 16’ | Marcatori |  |

| Arbitro: | Briesch |

|                                                          |           |            |
| Arveladze 1’ (rig.), 57’ Mouyémé 7’ Diane 54’ Stanic 89’ | Marcatori | 77’ Helmig |

| Arbitro: | Gruse |

|  |           |           |
|  | Marcatori | 89’ Krohm |

| Arbitro: | Neis |

|                                                  |           |           |
| Tonello 41’ Ziga 72’ Klein 85’ Jonjić 88’ (rig.) | Marcatori | 11’ Klein |

| Arbitro: | Schütz |

|                                 |           |                          |
| Cyroń 52’, 77’ Klein 90’ (rig.) | Marcatori | 3’ Enge 64’, 90’ Dotchev |

| Arbitro: | Gerber |

|                                        |           |           |
| Castilla 26’ Bamba 44’ Turgut 70’, 78’ | Marcatori | 32’ Cyroń |

| Arbitro: | Schäfer |

|                                                   |           |                         |
| Klein 24’ Cyroń 44’ Margref 69’ Helmig 78’ (rig.) | Marcatori | 27’ Bangoura 34’ Strate |

### Coppa di Germania
| Arbitro: | Weiner |

|           |           |                             |
| Cyroń 15’ | Marcatori | 40’ Wohlert 42’ Komljenović |

## Statistiche

### Statistiche di squadra
| Competizione                | Punti | In casa | In casa | In casa | In casa | In casa | In casa | In trasferta | In trasferta | In trasferta | In trasferta | In trasferta | In trasferta | Totale | Totale | Totale | Totale | Totale | Totale | DR  |
| Competizione                | Punti | G       | V       | N       | P       | Gf      | Gs      | G            | V            | N            | P            | Gf           | Gs           | G      | V      | N      | P      | Gf     | Gs     | DR  |
| --------------------------- | ----- | ------- | ------- | ------- | ------- | ------- | ------- | ------------ | ------------ | ------------ | ------------ | ------------ | ------------ | ------ | ------ | ------ | ------ | ------ | ------ | --- |
| Regionalliga ovest-sudovest | 30    | 17      | 5       | 4       | 8       | 26      | 34      | 17           | 2            | 5            | 10           | 15           | 46           | 34     | 7      | 9      | 18     | 41     | 80     | -39 |
| Coppa di Germania           | -     | 1       | 0       | 0       | 1       | 1       | 2       | 0            | 0            | 0            | 0            | 0            | 0            | 1      | 0      | 0      | 1      | 1      | 2      | -1  |
| Totale                      | 30    | 18      | 5       | 4       | 9       | 27      | 36      | 17           | 2            | 5            | 10           | 15           | 46           | 35     | 7      | 9      | 19     | 42     | 82     | -40 |

### Andamento in campionato
| Giornata  | 1 | 2  | 3 | 4  | 5  | 6  | 7  | 8  | 9  | 10 | 11 | 12 | 13 | 14 | 15 | 16 | 17 | 18 | 19 | 20 | 21 | 22 | 23 | 24 | 25 | 26 | 27 | 28 | 29 | 30 | 31 | 32 | 33 | 34 |
| --------- | - | -- | - | -- | -- | -- | -- | -- | -- | -- | -- | -- | -- | -- | -- | -- | -- | -- | -- | -- | -- | -- | -- | -- | -- | -- | -- | -- | -- | -- | -- | -- | -- | -- |
| Luogo     | C | T  | C | T  | C  | T  | C  | T  | C  | T  | T  | C  | T  | C  | T  | C  | T  | T  | C  | T  | C  | T  | C  | T  | C  | T  | C  | C  | T  | C  | T  | C  | T  | C  |
| Risultato | N | P  | V | P  | P  | N  | P  | V  | P  | P  | N  | P  | N  | V  | P  | P  | N  | V  | N  | P  | P  | P  | V  | P  | P  | N  | N  | V  | P  | P  | P  | N  | P  | V  |
| Posizione | 9 | 14 | 9 | 12 | 15 | 14 | 15 | 14 | 14 | 15 | 15 | 16 | 16 | 15 | 17 | 17 | 17 | 14 | 15 | 16 | 17 | 17 | 16 | 16 | 17 | 17 | 16 | 16 | 16 | 17 | 17 | 17 | 17 | 17 |

Legenda:

Luogo: C = Casa; T = Trasferta. Risultato: V = Vittoria; N = Pareggio; P = Sconfitta.

### Statistiche dei giocatori
| Giocatore        | Regionalliga West/Südwest (1994-2000) | Regionalliga West/Südwest (1994-2000) | Regionalliga West/Südwest (1994-2000) | Regionalliga West/Südwest (1994-2000) | Coppa di Germania | Coppa di Germania | Coppa di Germania | Coppa di Germania | Totale   | Totale | Totale      | Totale     |
| Giocatore        | Presenze                              | Reti                                  | Ammonizioni                           | Espulsioni                            | Presenze          | Reti              | Ammonizioni       | Espulsioni        | Presenze | Reti   | Ammonizioni | Espulsioni |
| ---------------- | ------------------------------------- | ------------------------------------- | ------------------------------------- | ------------------------------------- | ----------------- | ----------------- | ----------------- | ----------------- | -------- | ------ | ----------- | ---------- |
| I. Allouche      | 2                                     | 0                                     | 0                                     | 0                                     | 0                 | 0                 | 0                 | 0                 | 2        | 0      | 0           | 0          |
| E. Ayisi         | 17                                    | 1                                     | 1                                     | 0                                     | 0                 | 0                 | 0                 | 0                 | 17       | 1      | 1           | 0          |
| K. Berger        | 33                                    | 1                                     | 6                                     | 0                                     | 1                 | 0                 | 0                 | 0                 | 34       | 1      | 6           | 0          |
| M. Borzek        | 0                                     | 0                                     | 0                                     | 0                                     | 0                 | 0                 | 0                 | 0                 | 0        | 0      | 0           | 0          |
| R. Cyroń         | 31                                    | 11                                    | 1                                     | 0                                     | 1                 | 1                 | 0                 | 0                 | 32       | 12     | 1           | 0          |
| C. Dogru         | 9                                     | 0                                     | 1                                     | 0                                     | 0                 | 0                 | 0                 | 0                 | 9        | 0      | 1           | 0          |
| N. Eshun         | 18                                    | 0                                     | 2                                     | 0                                     | 0                 | 0                 | 0                 | 0                 | 18       | 0      | 2           | 0          |
| M. Giruc         | 31                                    | 2                                     | 7                                     | 0                                     | 1                 | 0                 | 0                 | 0                 | 32       | 2      | 7           | 0          |
| E. Hajradinović  | 7                                     | 0                                     | 0                                     | 1                                     | 1                 | 0                 | 1                 | 0                 | 8        | 0      | 1           | 1          |
| D. Helmig        | 29                                    | 9                                     | 2                                     | 0                                     | 1                 | 0                 | 1                 | 0                 | 30       | 9      | 3           | 0          |
| I. Jozić         | 6                                     | 0                                     | 1                                     | 0                                     | 0                 | 0                 | 0                 | 0                 | 6        | 0      | 1           | 0          |
| E. Karasalihovic | 3                                     | 0                                     | 0                                     | 0                                     | 0                 | 0                 | 0                 | 0                 | 3        | 0      | 0           | 0          |
| L. Kindgen       | 23                                    | 2                                     | 2                                     | 1                                     | 1                 | 0                 | 0                 | 0                 | 24       | 2      | 2           | 1          |
| W. Klein         | 21                                    | 7                                     | 5                                     | 2                                     | 1                 | 0                 | 0                 | 0                 | 22       | 7      | 5           | 2          |
| T. Krause        | 25                                    | 0                                     | 1                                     | 0                                     | 0                 | 0                 | 0                 | 0                 | 25       | 0      | 1           | 0          |
| F. Kurth         | 11                                    | 0                                     | 0                                     | 0                                     | 1                 | 0                 | 0                 | 0                 | 12       | 0      | 0           | 0          |
| M. Leib          | 26                                    | 2                                     | 2                                     | 1                                     | 0                 | 0                 | 0                 | 0                 | 26       | 2      | 2           | 1          |
| J. Margref       | 34                                    | 3                                     | 3                                     | 0                                     | 1                 | 0                 | 0                 | 0                 | 35       | 3      | 3           | 0          |
| R. Milne         | 24                                    | 1                                     | 7                                     | 0                                     | 0                 | 0                 | 0                 | 0                 | 24       | 1      | 7           | 0          |
| I. Pickenäcker   | 17                                    | 1                                     | 4                                     | 0                                     | 1                 | 0                 | 0                 | 0                 | 18       | 1      | 4           | 0          |
| M. Pribyla       | 20                                    | 0                                     | 2                                     | 0                                     | 1                 | 0                 | 0                 | 0                 | 21       | 0      | 2           | 0          |
| C. Röder         | 28                                    | 0                                     | 3                                     | 0                                     | 1                 | 0                 | 0                 | 0                 | 29       | 0      | 3           | 0          |
| N. Savvidis      | 24                                    | 0                                     | 1                                     | 0                                     | 1                 | 0                 | 0                 | 0                 | 25       | 0      | 1           | 0          |
| M. Schadwinkel   | 2                                     | 0                                     | 0                                     | 0                                     | 0                 | 0                 | 0                 | 0                 | 2        | 0      | 0           | 0          |
| T. Sievering     | 1                                     | 0                                     | 0                                     | 0                                     | 0                 | 0                 | 0                 | 0                 | 1        | 0      | 0           | 0          |
| A. Walter        | 1                                     | 0                                     | 0                                     | 0                                     | 0                 | 0                 | 0                 | 0                 | 1        | 0      | 0           | 0          |